# Mellé, Ille-et-Vilaine

Mellé este o comună în departamentul Ille-et-Vilaine, Franța. În 1 ianuarie 2022 avea o populație de 648 de locuitori.